# 本願寺塩屋別院
本願寺塩屋別院（ほんがんじしおやべついん）は香川県丸亀市塩屋町にある浄土真宗本願寺派（西本願寺）の別院である。

## 概要
塩屋別院は四国地域における浄土真宗本願寺派（西本願寺）の中心的な寺院であり、四州教区（ししゅうきょうく、四国全域）を管轄する事務所として四州教区教務所が設置されている。

## 会館
かつてあった教堂を吸収合併し、別院の会館として運営している。
- 塩屋別院高松会館 - 高松市東田町6-1、かつての本願寺高松教堂。
- 塩屋別院道後会館 - 松山市道後緑台9-43、かつての本願寺道後教堂。
  - なお、徳島教堂は廃止され跡地は銀行の駐車場となっている。
  - 高知別院は存続している。

## 法要・行事
- 毎朝7:30 晨朝勤行
- 毎月16日 朝粥会
- 11月15日~16日 報恩講法要
- 12月31日 除夜会

## 歴史
公式ホームページによる。
- 1615年 - 播州赤穂の教法寺と門徒が塩田開墾のため塩屋に移住。教法寺道場として発足。
- 1643年 - 讃州那珂郡塩屋村総道場教法寺の号を賜る。
- 1734年 - 本願寺塩屋別院となる。
- 1745年 - 寺地拡大。
- 1749年 - 新本堂起工。
- 1775年 - 新本堂上棟。旧本堂を対面書とし、以降諸堂を整備。
- 1914年 - 第一次世界大戦勃発。境内は丸亀俘虜収容所として使われ、多くのドイツ人俘虜を受け入れていた。
- 1993年 - 平成大修復策定、実行。
- 1995年 - 本堂屋根、大書院修復完了。
- 1997年 - 研修会館新築。